# 3rd Secret
3rd Secret — американський альтернативний супергурт, створений у 2021 році.
Музика гурту 3rd Secret була класифікована як альтернативний рок, фолк-рок, гранж.
Гурт заснували учасники гранж-гуртів Soundgarden, Nirvana та Pearl Jam.
До складу гурту 3rd Secret входять:
- бас-гітарист/акордеоніст Кріст Новоселич (Krist Novoselic) з гурту Nirvana,
- барабанщик Метт Кемерон (Matt Cameron) з гуртів Pearl Jam і Soundgarden,
- гітарист Кім Тейл (Kim Thayil) з гурту   Soundgarden,
- гітарист Джон «Бабба» Дюпрі (Jon «Bubba» Dupree) з гурту Void,
- вокалістка Джилліан Рей (Jillian Raye),
- вокалістка Дженніфер Джонсон (Jennifer Johnson).

Кріст Новоселич, Дженніфер Джонсон і Джилліан Рей грали разом у гурті Giants in the Trees; Метт Кемерон і Джон «Бабба» Дюпрі грали разом у гурті Hater.

## Історія
Гурт 3rd Secret був створений наприкінці 2021 року. 
11 квітня 2022 року гурт випустив свій однойменний дебютний альбом та головний сингл «I Choose Me», першу музику, над якою давні товариші по гурту, Кім Тейл і Метт Кемерон, працювали разом після смерті соліста Soundgarden Кріса Корнелла в 2017 році. Над альбомом працював продюсер гуртів Nirvana і Soundgarden, Джек Ендіно. Створення альбому трималося в таємниці, і альбом був виданий неочікувано, хоча перед релізом гурт відіграв шоу в Музеї поп-культури в Сіетлі, а в лютому 2022 року Кріст Новоселич написав у Twitter, що працює на чимось новим. Щодо процесу запису альбому та кількості пісень, які вони вирішили записати, гурт заявив на своєму веб-сайті: «Свого часу була ідея створити три окремі альбоми, які б включали різні внески згаданих вище музикантів. Все здавалося можливим, і ставлення було позитивним. Наприкінці 2021 року, відчуваючи, що минуло забагато часу, або просто від нетерплячки, Кріст і Джилліан запропонували 3rd Secret — поєднання матеріалу, записаного в Сіетлі та на фермі. Ось так ми і дійшли до цього альбому з Джилліан і Крістом на обкладинці».
22 червня 2023 року гурт випустив свій другий альбом під назвою The 2nd 3rd Secret.

## Дискографія

### Альбоми
| Назва              | Деталі альбому                                                        |
| ------------------ | --------------------------------------------------------------------- |
| 3rd Secret         | - Випущено: 11 квітня 2022 р - Лейбл: Самовипуск - Формати: Потоковий |
| The 2nd 3rd Secret | - Випущено: 22 червня 2023 р - Лейбл: Самовипуск - Формати: Потоковий |